# Флинн, Джон (писатель)
Джон М. Флинн (англ. John M. Flynn), также известен как Джей Флинн (англ. Jay Flynn) (1927—1985) — американский журналист, писатель, автор детективных романов.

## Биография
Выходец из ирландской семьи, которые проживали в Бостоне.
За свою жизнь успел побывать журналистом (более десяти лет был репортёром криминальной хроники в портлендской газете «Portland Express» (Мэн) и внештатником в «San Jose Mercury» и других калифорнийских газетах), барменом, редактором, писателем детективных романов и вестернов, бутлеггером и охранником, отсидел несколько лет в мексиканской тюрьме по сфабрикованному делу и поработал штатным писателем в публичном доме в Неваде.
В своих сочинениях создавал образы таких же как он сам неистовых ирландцев (МакХью (McHugh), Тай Слэттери (Tighe Slattery), Джо Мэнникс (Joe Mannix) и др.).
Среди многочисленного числа выделяют серию романов (1959—62) про владельца бара и секретного агента МакХью («американского» Джеймса Бонда), а также наиболее известное произведение Флинна — роман «The Action Man» (1961), шестью годами позже экранизированный Жаном Деланнуа как «Солнце бродяг» (с Жаном Габеном и Робертом Стэком в главных ролях).

## Сочинения

### Под именем Джона М. Флинна
1. The Deadly Boodle (1958).
2. Drink with the Dead (1959).
3. Terror Tournament (1959).
4. The Hot Chariot (1960).
5. Ring Around a Rogue (1960).
6. One for the Death House (1961).
7. The Girl from Las Vegas (1961).
8. Deep Six (1961).
9. The Screaming Cargo (1962).
10. SurfSide 6 (1962). [TV tie-in.]
11. Warlock (1976).
12. Danger Zone (1977).

### Под именем Джея Флинна
- The Badger Game (рассказ) // Guilty Detective Story Magazine, November 1956.
- The Action Man (1961). — См. к/фильм «Солнце бродяг» (1967).

#### Серия про МакХью (McHugh)
1. McHugh (1959).
2. It’s Murder, McHugh (1960).
3. A Body for McHugh (1960).
4. Viva McHugh (1960).
5. The Five Faces of Murder (1962).

#### Серия про Джо Ригга (Joe Rigg)
1. Blood on Frisco Bay (1976).
2. Trouble Is My Business (1976).

#### Серия про Баннермана (Bannerman)
1. Bannerman (1976).
2. Border Incident (1976).

### Под именем Джека Слейда (Jack Slade)
1. Lust for Gold (1977).
2. Hangman (1977).
3. Wolverine (1978).
4. Big Foot’s Range (1979).